# Mauricio Soler
Juan Mauricio Soler Hernández (født 14. januar 1983 i Ramiriqui) er en tidligere colombiansk professionel landevejsrytter, som senest kørte for det spanske ProTour-hold Movistar Team.
Før Tour de France 2007 var der ikke mange, der kendte Mauricio Soler, men på årets tour vandt han både 9. etape og  bjergtrøjen.

## Eksterne links
- Wikimedia Commons har flere filer relateret til Mauricio Soler
- Mauricio Solers profil hos UCI (engelsk)
- Mauricio Solers profil på CycleBase (engelsk)
- Mauricio Solers profil på Cykelsiderne
- Mauricio Solers profil på Cycling Quotient (engelsk)
- Mauricio Solers profil på ProCyclingStats (engelsk)
- Mauricio Solers profil på FirstCycling

| Cykling | Spire Denne biografi om en cykelrytter er en spire som bør udbygges. Du er velkommen til at hjælpe Wikipedia ved at udvide den. |